# 藤田ハル
藤田 ハル（ふじた はる、1997年6月14日 - ）は、日本の俳優。
イギリス・ロンドン出身。ホリプロ所属。

## 略歴
父親の仕事の影響で、幼少期の計約8年間をイギリス・ロンドンで過ごす。帰国後は日本の学校に進学し、部活動のサッカーに打ち込む。
東京都立立川国際中等教育学校を経て、慶應義塾大学経済学部に進学し、学内の演劇活動サークル『創像工房in front of.』に所属し学生演劇に打ち込み、ここでの経験が俳優を志すきっかけとなった。
大学4年生の時に、就職するかこのまま役者の道を志すかで悩んだ結果、両親を説得し、1年間留学＆1年間休学を決断。
フリーランスの状態で役者への道を模索する中、一般公募で開催されていた舞台「ハリー・ポッターと呪いの子」のオーディション情報を友人から紹介され、応募。
半年間に渡るオーディション期間を経て、約2000人の応募者の中からハリー・ポッターの息子「アルバス・ポッター」役を射止め、プロデビュー。
以降、俳優としての活動を本格的に開始。
舞台「ハリー・ポッターと呪いの子」のロングラン公演に出演。2024年6月23日までの2年間、全426ステージの出演を果たした。
2025年4月1日をもって、芸名を「藤田悠」から「藤田ハル」に改名。

## 人物
幼少期をイギリスで過ごした経験から、英語が堪能。TOEIC最高得点925点。英検1級取得。
イギリス時代はオーケストラに所属し、チェロを担当していた。
慶應義塾大学在学中に、ミスター慶應のファイナリストに選出されている。コンテストに出場した理由については「自己発信のため」。
特技はチェロ・サッカー。趣味は映画鑑賞と銭湯巡り。

## 出演

### 舞台
- ハリー・ポッターと呪いの子

（2022年8月15日 - 2024年6月23日 TBS赤坂ACTシアター ）- アルバス・セブルス・ポッター 役
- 舞台「世界の終りとハードボイルド・ワンダーランド」（2026年1月10日 - 2月1日〈予定〉、東京芸術劇場 プレイハウス / 2月6日 - 8日〈予定〉、仙台銀行ホール イズミティ21 / 2月13日 - 15日〈予定〉、名古屋文理大学文化フォーラム 大ホール / 2月19日 - 23日〈予定〉、兵庫県立芸術文化センター 阪急中ホール / 2月28日・3月1日〈予定〉、J:COM北九州芸術劇場 大ホール- “ハードボイルド・ワンダーランド”の小男 役、“世界の終り”の管理人 役

### テレビドラマ
- しょせん他人事ですから 〜とある弁護士の本音の仕事〜 第2話・第3話（2024年7月26日・8月9日、テレビ東京） - 田浦 役[7]
- 永遠についての証明（2025年3月22日、NHK BS8K） - 木下聡介 役[8]
- 相続探偵 第9話・最終話（2025年3月22日・29日、日本テレビ） - 浅葉台矢 役[9]

### CM
- サイボウズ株式会社kintone（キントーン）「みんなつくれる」篇、「みんなでよくする」篇 （2024年9月 - ）
- りそなアセットマネジメント株式会社 Smart-iシリーズ「それぞれの幸せのカタチ」編（2025年1月 - ）